# Allan Oras
Allan Oras (Tartu, URSS, 20 de diciembre de 1975) es un deportista estonio que compitió en ciclismo en las modalidades de ruta y montaña (campo a través). Ganó una medalla de oro en el Campeonato Europeo de Ciclismo de Montaña en Maratón de 2009.

## Medallero internacional
| Campeonato Europeo | Campeonato Europeo | Campeonato Europeo | Campeonato Europeo |
| Año                | Lugar              | Medalla            | Competición        |
| ------------------ | ------------------ | ------------------ | ------------------ |
| 2009               | Tartu (Estonia)    | Medalla de oro     | Campo a través     |